# Закон об инвестиционных компаниях
Закон об инвестиционных компаниях, 1940 (США) (англ. Investment Company Act of 1940) — закон, принятый Конгрессом США, регулирует процедуру создания инвестиционных компаний (включая совместные фонды), занимающихся инвестированием, реинвестированием, торговлей ценными бумагами, а также регулирует деятельность компаний, предлагающих свои ценные бумаги для инвестирования.
Согласно закону, компании обязаны предоставить информацию о собственном финансовом положении и инвестиционной политике при первичном выпуске ценных бумаг. В дальнейшем эта информация должна предоставляться регулярно. Главной целью данного закона является предоставление инвесторам информации об организации, о её структуре, целях, а также текущих операциях. Комиссия по ценным бумагам и биржам не может вмешиваться в процесс принятия решений об инвестировании, а лишь контролирует своевременность и полноту предоставляемой информации.

## История
После основания взаимного фонда в 1924 году инвесторы вложили значительные средства в этот новый инвестиционный инструмент. Пять с половиной лет спустя на фондовом рынке произошел крах Уолл-стрит в 1929 году, за которым вскоре последовало вступление Соединенных Штатов в Великую депрессию. В ответ на этот кризис Конгресс США принял Закон о ценных бумагах 1933 года и Закон о торговле ценными бумагами 1934 года.